# Furiettijevi Kentavri
Furiettijeva Kentavra (znana kot Stari Kentaver in Mladi Kentaver ali Starejši Kentaver in Mlajši Kentaver, ko se obravnavata ločeno) sta par helenističnih ali rimskih sivo-črnih marmornih kipov Kentavrov, ki temeljita na helenističnih modelih. Eden je zrel, bradat Kentaver, z bolečim izrazom, drugi pa mlad, nasmejan Kentaver z dvignjeno roko. Amorčki, ki so nekoč jahali na hrbtih teh Kentavrov manjkajo. Sta izjemna primera skupine skulptur, ki spreminjajo motiv.
Močno nasprotje razpoloženja je bilo namenjeno opozorilu duši rimskega gledalca, ki je bila z božjo ljubeznijo navdušena ali vznemirjena v veselju, temi Platonovega Phaedrusa in helenistične poezije. 

## Kapitolski Kentaver
Kipa so našli v Hadrijanovi vili v Tivoliju častitega Giuseppea Alessandra Furiettija, decembra 1736; bila sta izjemna primera njegove zbirke starin, ki jih je zavrnil dati papežu Benediktu XIV. - za ceno kardinalskega klobuka. Furietti je morda postal kardinal papeža Klemena XIII. na konsistoriju 24. septembra 1759. Po njegovi smrti so njegovi dediči prodali Kentavra in Furiettijev mozaik štirih golobov za 14.000 scudov in so bili postavljeni v Kapitolskih muzejih. 
Oba kipa nosita podpis Aristej in Papij iz [Afrodizij]]a, mest v Mali Aziji - ne moremo biti prepričani o natančnem odnosu podpisov s skulpturami, bodisi kot izvorna modela ali kiparja teh različic. Kje sta bila kipa izdelana tudi ni prepričljivo: bodisi v Afrodiziji ali so od tod v Rim prišli umetniki, od katerih ni znano nič drugega. Da bi sodili po slogu, segajo te Hadrijanove kopije daleč v pozno 1. ali 2. stoletje n. št.. Na splošno se domneva, da sta bronasti kopiji helenističnih izvirnikov iz 2. stoletja pr. n. št. , čeprav nedavna kritična študija, zlasti Brunilde Sismondo Ridgway kaže, da je veliko kiparskih tipov, za katere običajno velja da so helenistični, v resnici rimska imitacija ali izum.

## Louvre
Še en izvod istega tipa, kot je bil Stari Kentaver, tokrat v belem marmorju, je bil izkopan v Rimu v 17. stoletju (izgubil je verjetni par Mladega Kentavra). Prišel je v zbirko Borghese, vendar jo je leta 1807 kupil od Camillo Filippo Ludovico Borgheseja Napoleon in je zdaj v muzeju Louvre.  Kentaver ima na hrbtu Erosa, ki ga je dražil, ki ni ohranjen na kapitolskem primeru, čeprav sta Erosova roka in noga ter leva roka Kentavra na tem primeru restavrirana, osnova in podpora pod kentavrom pa so sodobni dodatki. Prvotna desna roka Kentavra se močno potegne nazaj, kar kaže, da mu roke tesno zaostajajo za hrbtom in »grimase bolečine in žalosti, ker amorček vleče Kentavrovo glavo pod ostrim kotom.« 

## Odziv
Par je bil priljubljen v 18. stoletju, kot ilustracija Kentavrov, ki so jih predstavljali kot civilizirane pokrovitelje gostoljubja in učenja, kot je Hiron, namesto zverinskih pol-živali (kot v bitki Kentavrov). S svojimi eroti so bili simbol radosti mlade ljubezni in kontrastne zrelosti do ljubezni, teme, na katere bi rokokojsko občinstvo zlahka odgovorilo. Opazovalec Ennio Quirino Visconti  je opozoril na značilnosti Borghese / Louvre Kentavra, čigar amorček je okronan s privezano vinsko trto, kar kaže, da so bile sile v igri tiste, ki so bile zastrupljene in ne ljubezen. Jon van de Grift je preučeval ikonografijo para zgodnjih rimskih srebrnih skifov (skodelic za pitje), vtisnjenih z motivi Kentavrov, ki so jih jahali eroti, del zaklada Berthouville in ugotavljal, da »motiv mučenja amorčkov starih Kentavrov, po navadi v živahni Dionizijski procesiji, se srečujejo v rimskih mozaikih in dionizijskih sarkofagih«; ponuja Furiettijeve Kentavre kot ikonografske vzporednice.
Odlitki so bili zbrani po Evropi - na primer par v Royal Academy v Londonu, eden na obeh straneh glavnega stopnišča, ki sta še danes (kar je danes Galeriji Courtauld Institute); ali tistih ki jih je kupil Joseph Nollekens od Bartolomea Cavaceppija, ki jih je še vedno mogoče videti v dvorani Shugborough, Staffordshire. V velikem številu so bile proizvedene tudi marmorne kopije, ki jih je izdelal Cavaceppi; Pietro Della Valle pa je v Rimu izkopal enega za grofa Grimoda d'Orsaya - nameraval je biti postavljen na vodnjak na dvorišču muzeja leta 1795, vendar je bil dejansko postavljen v Saint-Cloudu julija 1802 (kasneje, 23. marca 1872, je bil prinesen v Versailles in se 24. septembra 1924 preselil v Veliki Trianonski vrt. 